# HC Barendrecht
Hockey Club Barendrecht (HCB) is een Nederlandse hockeyclub uit Barendrecht.
HCB werd in 1976 opgericht in samenwerking met tennisvereniging Barendrecht. Zij gingen samen verder onder gezamenlijke naam THVB. De twee sportverenigingen hebben lange tijd een sportcomplex gedeeld op Sportpark Ziedewij. In 2007 werd de vereniging gesplitst in een tennis en een hockeyvereniging, en twee jaar later verhuisde HCB naar een nieuw sportcomplex.
De club begon met hockeyen door middel van trainingen op de grasvelden langs de Oude Maas. Het eerste tenue bestond uit een wit shirt en witte broek. Met de verhuizing van BVV Barendrecht naar de Bongerd ontstond ruimte om een hockeyveld te gebruiken op Sportpark Ziedewij. Tennisvereniging Barendrecht huist daar nog steeds. Beide verenigingen hebben lang een clubhuis gedeeld, en werden als 1 vereniging bestuurd.
Eind jaren 80 werd het eerste veld opgewaardeerd tot een kunstgrasveld, en in de jaren 90 kwam daar een tweede kunstgrasveld bij. De groei van de vereniging kwam in die jaren langzaam op gang. Snel bleek het complex te klein om alle leden te kunnen plaatsen. De Gemeente Barendrecht heeft toen de plannen voor een verhuizing omarmd, waardoor er ruimte is ontstaan voor woningbouw.
De club speelt sinds 2009 op sportpark de Doorbraak, vlak langs de A29. Men begon daar met drie semi-water velden en een kwart miniveld. In 2017 heeft de vereniging de beschikking over 1,5 extra veld aangelegd. Tevens is er de beschikking over een kwart semi-water veld. De capaciteit liep daarmee op naar 4,75 velden. In 2020 en 2022 zijn de resterende semi water velden omgezet in watervelden. Daarmee heeft HC Barendrecht 4 watervelden. De club heeft inmiddels (2023) ruim 1100 leden. 
Het beleid laat zich sinds 2017 omschrijven onder het motto "Welkom in je hockeythuis". 
In 2021 werd voor het eerst de in eigen beheer aangeschafte blaashal in gebruik genomen met 2 indoor hockeyvelden. 
Het eerste damesteam en het eerste herenteam spelen beiden in de tweede klasse (25/26).
Een bekende oud speler van Barendrecht is Pirmin Blaak.
Ereleden zijn Diny Ritman (1981), Dick van de Ende (1991), Maarten de Ridder (2009) Wim Riegman (2017) en Hein Middelhoek (2017), Erik Beenen (2023), Marco Veldhuis (2024), Marianne Beenen (2025) en Koen Schelling (2025).